# Montpesat (Gard)
Montpesat (en francès Montpezat) és un municipi francès situat al departament del Gard i a la regió d'Occitània.